# Прахов Адріян Вікторович
Пра́хов Адрія́н Ві́кторович (4 (16) березня 1846, Мстиславль, Російська імперія — 1 (14) травня 1916, Ялта, Російська імперія) — мистецтвознавець, археолог та художній критик, професор Київського Імператорського університету Св. Володимира, керівник групи художників (Віктор Васнецов, Михайло Врубель, Михайло Нестеров, Павло Свєдомський та Вільгельм Котарбінський), що здійснювала розпис Володимирського собору в 1884–1896 роках. Був також автором проєктів ряду деталей інтер'єру, зокрема, бронзових вхідних дверей. Відомий археологічними дослідженнями пам'яток архітектури. Член Київського товариства охорони пам'ятників старовини та мистецтва.

## Біографія

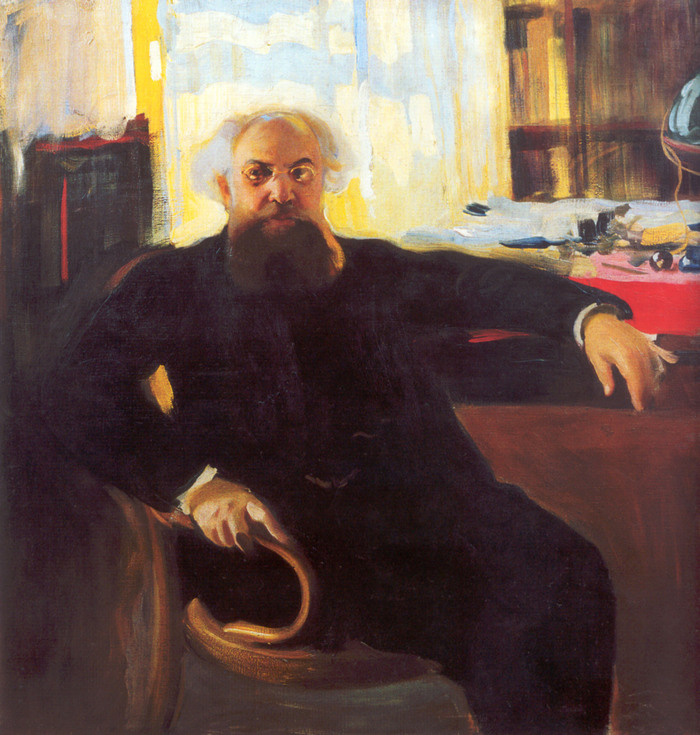
Олександр Мурашко. Портрет професора Адріяна Прахова, 1904

Навчався в Санкт-Петербурзькому університеті, у Німеччині, вивчав мистецтво у Франції, Англії, Австрії та Італії. Викладав в університеті та Академії мистецтв.
У 1880-1882, 1886, 1887 досліджував оздоблення Софійського собору і фрески Кирилівської церкви в Києві, займався дослідженням Успенського собору в Володимирі й інших давніх храмів Волині.
Прахов є автором однієї з перших публікацій про мистецьку спадщину Тараса Шевченка.
У 1887-1897 викладав у Київському університеті. У 1891—1896 роках проживав з родиною в будинку зі «старокиївською» аптекою по вул. Велика Житомирська, 6/11.
Помер 1 (14) травня 1916 року в Ялті. Панахиду за покійним відслужили 4 (17) травня у Володимирському соборі в Києві, до оздоблення якого Прахов приклав чимало зусиль.

## Праці
Головні праці:
- Критические исследования по истории греческого искусства. I. Описание древних памятников из Ксанфа, в Ликии. II. О композиции фронтонных групп Эгинского храма Афины. — СПб., 1872. (рос.)
- Критические наблюдения над памятниками древнего искусства. Зодчество древнего Египта. — СПб., 1879. (рос.)
- Киевское искусство X, XI и XII вв. Каталог выставки копий с памятников искусства в Киеве X, XI и XII вв., исполненных Праховым, СПб., 1883. (рос.)
- Доклад о Киевских работах и о значении изучения греческих церквей для христианской археологии (в «Трудах Московского Археологического Общества», 1885 г. (рос.)

## Родина
Був одружений з французькою підданкою Емілією Львівною (уроджена Емілія Марія Клементина Лестель). Старша їхня донька Олена — художниця-вишивальниця, син Микола — художник і мистецтвознавець. Молодша донька Ольга — в шлюбі Аляб'єва.

## Увіковічнення пам'яті
У Києві є Вулиця Сім'ї Прахових.